# 伊良湖岬灯台
伊良湖岬灯台（いらごみさきとうだい）は、愛知県の渥美半島先端にある、伊良湖岬の突端に立つ白亜塔形（円形）の中型灯台。周辺は、三河湾国定公園に指定され、太平洋や伊良湖水道を望む風光明媚の地。また、「日本の灯台50選」にも選ばれている。

## 歴史
- 1929年（昭和4年）11月20日に設置、初点灯した。当初は、光源にアセチレンガスを使用。
- 1960年（昭和35年）3月に電化された。
- 2002年（平成14年）3月に改築された。

## 伊勢湾海上交通センター
後方の丘の上に、伊良湖水道航路における船舶航行の安全を図るため、海上交通情報の提供と航行管制の業務を行う伊勢湾海上交通センターがある。

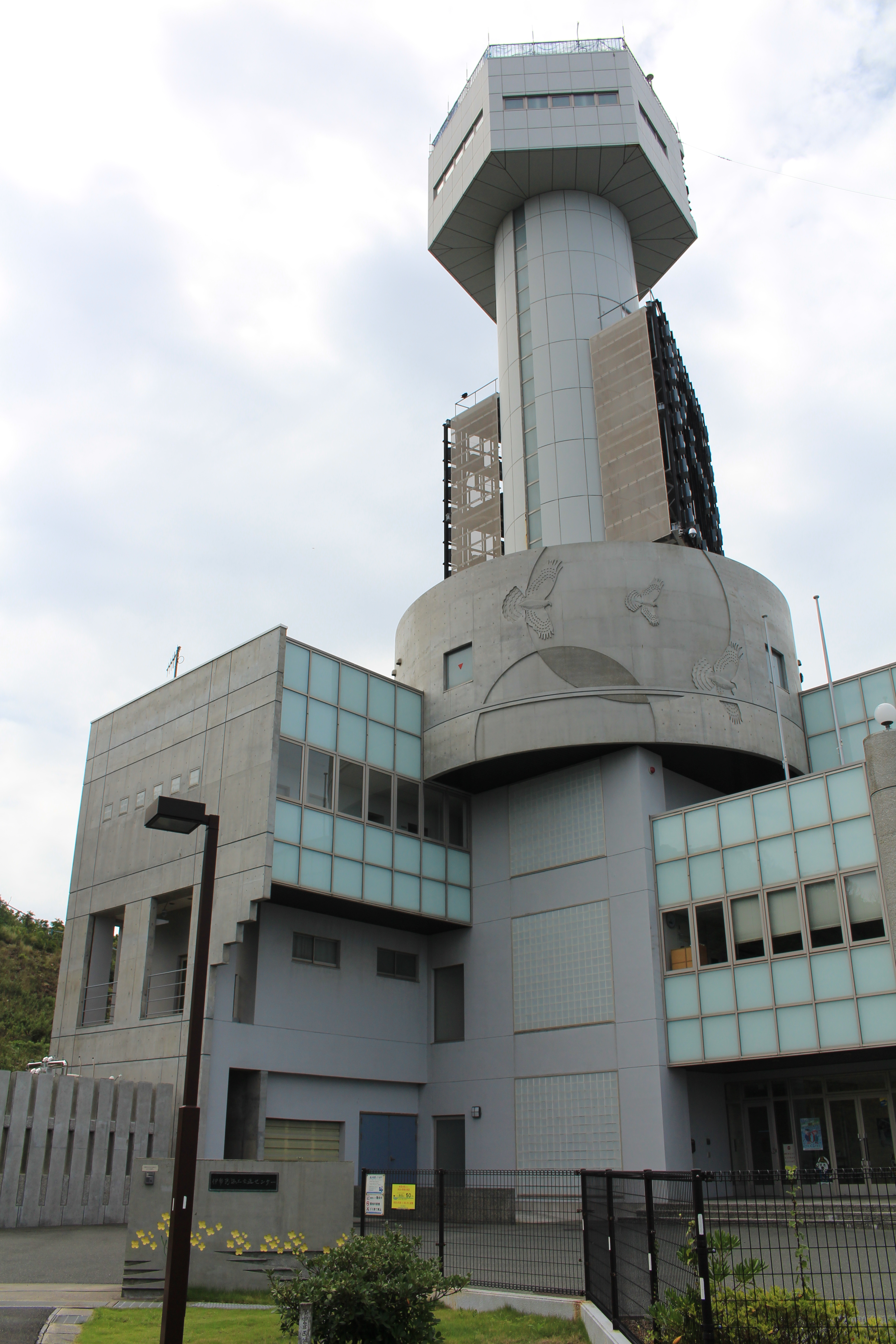
伊勢湾海上交通センター

## 交通
- JR東海道本線 / 飯田線・名鉄名古屋本線 豊橋駅もしくは豊橋鉄道渥美線 三河田原駅より豊鉄バス伊良湖本線「伊良湖岬」バス停下車。（一部時間帯は「保美」バス停のりかえ）
- 東名高速道路 豊川インターチェンジより車で約90分。

## その他
特撮テレビ番組『プロレスの星 アステカイザー』の最終回でサタン・デモンとの最終決戦の舞台として改装前の灯台が登場している。